# 알레이스크

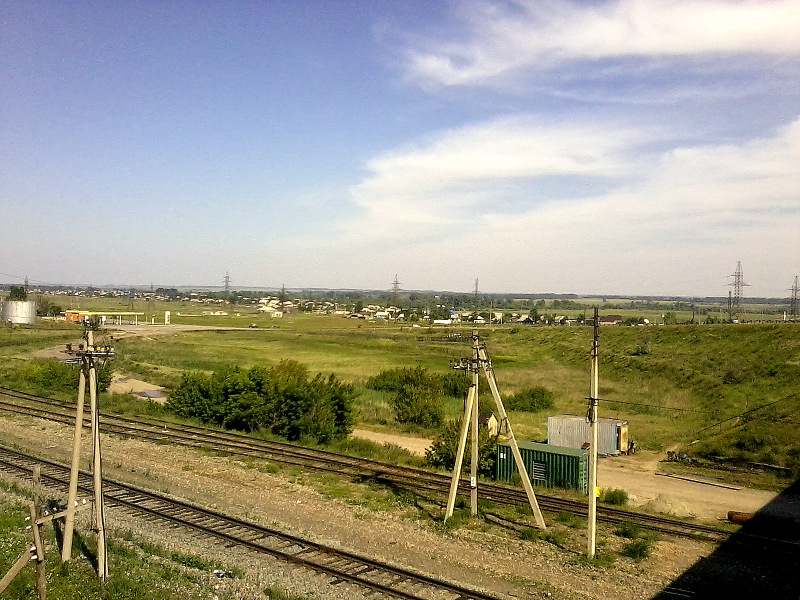

알레이스크(Але́йск)는 알타이 지방 알레이스키군의 중심지이다. 인구는 3만 200명(2001년)이다. 이 도시는 알레이강, 오비강이 흐르고 125 km지점에 바르나울이 있다.